# Francisco de Segura
Juan Francisco de Segura (Atienza, 1569 — Zaragoza, c. 1620), conocido como Francisco de Segura o el Alférez de Atienza, fue un poeta y escritor español del Siglo de Oro, que vivió buena parte de su vida en Portugal, especialmente una larga temporada en la isla de San Miguel, en la Azores.

## Biografía
Natural de Atienza, en la provincia de Guadalajara, pero de familia toledana. Desde muy joven acompañó a su padre en diversas campañas militares de los ejércitos españoles en Portugal, durante la Unión Ibérica. Llegó a Ponta Delgada en 1582, con apenas 13 años de edad, fue herido en la batalla naval de la isla Terceira. Permaneció en la isla de San Miguel hasta 1594.
Dedicó toda su vida a la actividad militar, dividiendo su acción entre Lisboa y Zaragoza, donde a partir de 1601 tomó el cargo de alférez en la Casa Real de la Aljafería. Falleció en Zaragoza después de 1620.

## Obra
Escribió numerosos poemas, entre los que merece destacarse las obras Los Sagrados Misterios del Rosario de Nuestra Señora, publicado por primera vez 1602, y Romancero historiado tratado de los hazañosos Hechos de los Christianíssimos Reyes de Portugal, publicado en Lisboa en 1610.
Otra obra que merece destacarse y que ha sido muy citada es la Verísima Relación de la milagrosa campana de Velilla, en romance en verso octosílabo, de la que solo se conserva la edición publicada en Granada por Sebastián de Mena en 1601, pero que posiblemente tuviera otras anteriores, sobre todo en Zaragoza.

### Obra publicada
- Los Sagrados Mysterios del Rosario de Nuestra Señora / compuestos por el alferez Francisco de Segura..., En Caragoça [sic]: por Angelo Tauanno , 1602.
- Rosario sacratissimo de la serenissima reyna de los angeles nuestra señora la Virgen Maria. Dirigido a la excelentissima señora doña Luysa de Padilla Mantique, ... Compuesto por el alferez Francisco de Segura, ..., Zaragoza, 1613.
- Primavera y flor de romances
- Relacion del lastimoso sucesso que nuestro Señor fue servido sucediesse en la Isla de la Tercera, cabeça de las siete Islas de los Azores, de la corona del reyno de Portugal, en veynte y quatro de Mayo sabado dia de Santa Iuliana deste año 1614 a las tres horas de la terde, con tres temblores que duraron, por espacio de dos Credos, Barcelona, Gabriel Graells, Estevan Liberos, 1614.[3]
- Romancero de Segura
- Verísima Relación de la milagrosa campana de Velilla, Granada, 1601.
- Romancero historiado tratado de los hazañosos Hechos de los Christianíssimos Reyes de Portugal, Lisboa, 1610.